# Frontera entre el Camerun i el Gabon
La frontera entre el Camerun i el Gabon és la línia fronterera que separa el Camerun del Gabon a l'Àfrica Occidental.Té 298 km de longitud i se situa al nord del Gabon.

## Traçat
És la més petita de les tres fronteres terrestres de Gabon després de la frontera amb la República del Congo (1903 km) i que amb la Guinea Equatorial (350 km). Marca el límit septentrional del país i segueix un curs aproximadament rectilini, orientat a l'oest-est.
Prové de la frontera entre el Camerun Alemany i el Gabon francès, dibuixat durant la convenció franc-alemanya del 9 d'abril de 1908. Està materialitzada per diferents cursos d'aigua com el Kyé, el Ntem, el Kom i l'Ayina, entre els  trifinis d'ambdós països amb la Guinea Equatorial (a l'oest) i la República del Congo (a l'est).